# Salut
Salut (in armeno Սալուտ?) è un comune di 94 abitanti (2001) della provincia di Shirak in Armenia.